# Gábor Vladár
Gábor Vladár von Nagycsepcsény und Muthna (ungarisch Nagycsepcsényi és mutnai Vladár Gábor; * 14. Oktober 1881 in Bia; † 19. Juli 1972 in Budapest) war ein ungarischer Jurist, Politiker und 1944 kurzzeitig Justizminister.

## Leben
Nach Jurastudium und anschließender Promotion in Staatswissenschaften arbeitete Vladár für das Justizministerium und wurde 1918 Staatssekretär. Im Ministerium leitete er zunächst die Abteilung für Privatrecht und später die für die Ausarbeitung von Gesetzesentwürfen. Von 29. August bis zum Putsch der Pfeilkreuzler am 16. Oktober 1944 war Vladár im Kabinett von Géza Lakatos Justizminister. In dieser Position ließ er am 14. Oktober 1944 rechtsradikale Medien verbieten und politische Häftlinge wie Endre Bajcsy-Zsilinszky und Károly Peyer freilassen.